# Schachclub 1913 Fischbach

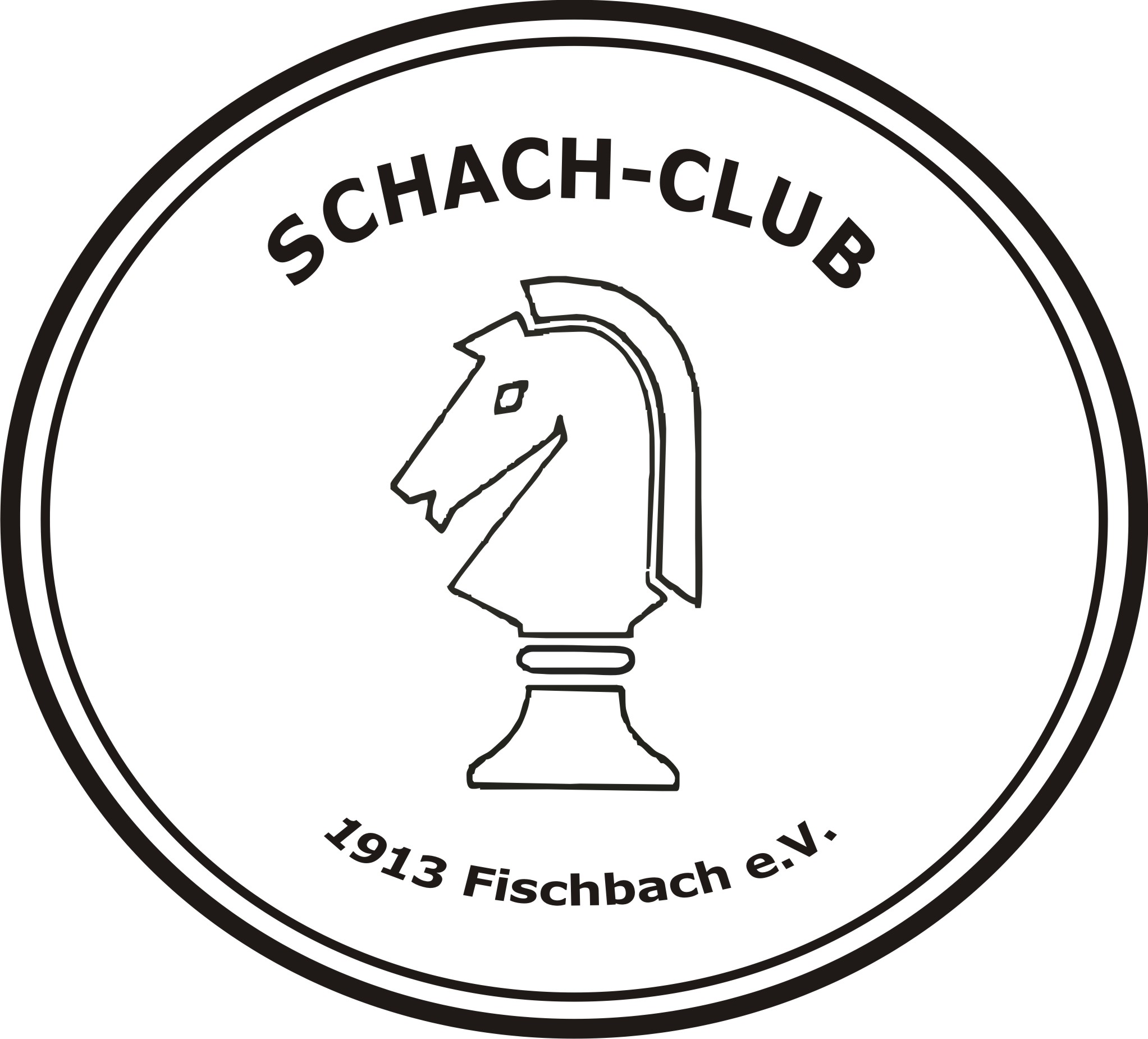
Vereinslogo

Der Schachclub Fischbach, der seinen Sitz in der Gemeinde Quierschied hat, ist einer der ältesten Schachvereine des Saarlandes.

## Geschichte
Auf Initiative von Adolf Jung riefen am 13. April 1913 dreizehn Schachfreunde in Fischbach erstmals an der Saar einen Schachverein ins Leben. Der erste Vorsitzende war August Jost. Der Schachclub 1913 Fischbach war nach dem Ersten Weltkrieg maßgeblich an der Gründung des Saarländischen Schachverbandes im Jahr 1921 beteiligt.
In der Folge gehörten die Spitzenspieler des Vereins zu den stärksten Spielern des Saargebiets. Fünfmal errangen Fischbacher Schachspieler den Titel eines Saarländischen Landesmeisters: Adolf Haas dreimal, Felix Jost und Felix Jung je einmal. Zwischen 1926 und 1930 wurde die erste Mannschaft mehrere Male hintereinander saarländischer Mannschaftsmeister, im Jahr 1938 wurde der Titel erneut erkämpft. Während des Zweiten Weltkriegs ruhte das Vereinsleben, doch bereits in der Saison 1946/1947 spielte der Verein wieder in der Landesklasse.
Auch in der Nachkriegszeit spielte Fischbach in der saarländischen Landesklasse eine wichtige Rolle. Der Saarländische Schachkongreß wurde 1963, 1983 und 1993 in Fischbach ausgetragen. In den 1980ern und 1990ern konnte der Verein drei Mannschaften für den Spielbetrieb melden.